# Milly Steger
Milly Steger, née Emilie Sybilla Elisabeth Johanna le 15 juin 1881 à Rheinberg et morte le 31 octobre 1948 à Berlin, est une sculptrice allemande.

## Biographie
Milly Steger passe son enfance à Elberfeld. Elle y fréquente les cours de dessin d'une peintre, puis ceux de plâtre et taille de pierre à l'École d'arts décoratifs de la vile. Elle y découvre cependant sa passion pour la sculpture et décide de suivre les cours privés de Karl Janssen à Düsseldorf, faute de pouvoir entrer à l'Académie des Beaux-Arts de la ville, encore interdite aux femmes à cette époque.
Ses voyages en Europe, dont Paris, lui font rencontrer Georg Kolbe et découvrir Auguste Rodin et Aristide Maillol dont elle s'inspire pour son œuvre. Quelques années plus tard, elle s'installe à Berlin et présente des œuvres à l'exposition de la Sécession berlinoise en 1908.
Une étape clé dans sa carrière est l'invitation par le mécène Karl Ernst Osthaus à Hagen en 1910. Milly Steger crée quatre statues de femmes plus grandes que nature sur la façade du théâtre de Hagen. Ses œuvres font scandale, mais c'est également la raison pour laquelle elle devient connue. Elle reste cependant architecte de la ville jusqu'en 1914.
En 1917, elle retourne à Berlin, où elle reste jusqu'à la fin de sa vie. Elle est une sculptrice reconnue qui participe à de nombreuses expositions comme celles de la Preußischen Akademie der Künste, de la Sécession berlinoise ou encore à l'Exposition internationale de Dresde en 1926.
Steger signe le programme artistique du Conseil du travail qui demande une égalité de traitement entre les artistes hommes et les artistes femmes, puis publie en 1919 un plaidoyer pour l'admission des femmes dans les académies.
Entre 1927 et 1942, elle enseigne la sculpture et le dessin de nu à l'Association des femmes artistes de Berlin. Pendant la guerre, certaines de ses œuvres sont désignées comme de l'« art dégénéré » et retirées des musées et son atelier est bombardé en 1943 ce qui fait disparaître une grande partie de ses créations.
Son implication dans l'art nazi est encore une partie de son histoire peu développée comme l'indique Jürgen Kaumkötter, directeur du Zentrum für verfolgte Kunst. Elle invite en effet Hitler à une séance de pose pour réaliser son portrait, ce dernier ne répond pas. Son style devient plus naturaliste pendant les années 1930 et un article paraît sur elle dans le journal nazi Das Deutsche Mädel, consacré aux femmes des Jeunesses hitlériennes.
Milly Steger meurt le 31 octobre 1948 à Berlin.

## Œuvre
Milly Steger développe un style expressionniste dont les motifs sont récurrents. Elle représente principalement des femmes aux mouvements et visages expressifs. Alfed Kubin écrit à son sujet en 1922 : « Milly Steger est une enfant du baroque. Son langage est le mouvement, pas un mouvement comme une fin en soi, par virtuosité, mais un mouvement comme expression d'un sentiment intense ».